# Wiktor Józef Podoski
Wiktor Józef Podoski (ur. 2 kwietnia 1895 w Antoninach, zm. 2 sierpnia 1960 w Ottawie) – porucznik rezerwy kawalerii Wojska Polskiego, dyplomata.

## Życiorys
Urodził się 2 kwietnia 1895 (według innego źródła 21 marca) jako syn Leona i Oktawii z domu Dąbrowskiej. W 1913 zdał maturę w Gimnazjum Pawła Chrzanowskiego w Warszawie, po czym podjął studia na wydziale mechanicznym Royal Technical College oraz na uniwersytecie w Glasgow.
Po zakończeniu I wojny światowej został przyjęty do Wojska Polskiego.  Uczestniczył w wojnie polsko-bolszewickiej w szeregach 1 pułku Ułanów Krechowieckich. U kresu 1920 został absolwentem Oficerskiej Szkoły Jazdy w Grudziądzu. W tym czasie przeszedł do rezerwy. Został awansowany na stopień podporucznika rezerwy kawalerii ze starszeństwem z dniem 1 grudnia 1920. W 1923, 1924 był oficerem rezerwowym 1 pułku Ułanów Krechowieckich w Augustowie. W 1934 jako podporucznik rezerwy był przydzielony do Oficerskiej Kadry Okręgowej nr I jako oficer reklamowany na 12 miesięcy i pozostawał wówczas w ewidencji Powiatowej Komendy Uzupełnień Warszawa Miasto III.
W niepodległej II Rzeczypospolitej podjął pracę w służbie dyplomatycznej. Od 3 października 1921 do 2 października 1925 był pracownikiem kontraktowym w Polskiej Misji Wojskowej w Londynie, działając jako pomocnik attaché wojskowego. Wówczas studiował w London School of Economics and Political Science. Od 7 października 1925 do 15 sierpnia 1928 był praktykantem w Departamencie Politycznym Ministerstwa Spraw Zagranicznych w Warszawie, a od 1 lipca 1926 referendarzem. Był wykładowcą języka angielskiego w Wyższej Szkole Handlowej w Warszawie. Od 15 sierpnia 1928 do 31 marca 1929 pracował w Poselstwie RP w Moskwie jako sekretarz II klasy. Od 1 kwietnia do 1 maja 1929 ponownie był w centrali MSZ, po czym od 1 maja 1929 do 31 października 1931 pracował w Poselstwie RP w Waszyngtonie, jako sekretarz II klasy, jako tytularny sekretarz I klasy oraz od 12 lutego 1930 jako sekretarz ambasady. Od 1 listopada 1931 ponownie pracował w MSZ, od 1 grudnia 1931 jako referendarz w Wydziale Zachodnim Departamentu Politycznego, od 1 sierpnia 1934 radca, od 1 lutego 1935 kierownik Referatu Anglo-Saskiego w Wydziale Zachodnim (P.II). Był także egzaminatorem języka angielskiego w MSZ, udzielał się w życiu społecznym, publikował w prasie. Pod koniec lipca 1932 został wybrany członkiem zarządu Towarzystwa Polsko-Japońskiego. W latach 30. kierował sekcją towarzyską w Klubie Urzędników Polskiej Służby Zagranicznej.
W dniu 24 sierpnia 1939 został zmobilizowany do macierzystego 1 pułku Ułanów Krechowieckich w stopniu porucznika, po czym na zasadzie reklamowania skierowany ponownie do MSZ, następnie udał się do Kanady, dokąd wcześniej został mianowany na stanowisko konsula generalnego w Konsulacie Generalnym RP w Montrealu od 1 września 1939. Stanowisko pełnił podczas II wojny światowej do 27 marca 1942, po czym sprawował stanowisko posła nadzwyczajnego i ministra pełnomocnego RP w Kanadzie do 1 września 1944.
Później pracował jako kierownik Wydziału Amerykańskiego w Centrali MSZ w Londynie do 5 lipca 1945. Po zakończeniu wojny pozostał na emigracji w Kanadzie, będąc konsulem i posłem polskim w Ottawie. Udzielał się w życiu emigracyjnym polonijnym. Zmarł 2 sierpnia 1960 w Ottawie. Został pochowany na cmentarzu Notre Dame.

## Ordery i odznaczenia
- Złoty Krzyż Zasługi[3][2]
- Medal Pamiątkowy za Wojnę 1918–1921[3]
- Medal Dziesięciolecia Odzyskanej Niepodległości[3]
- Oficer Orderu Gwiazdy Rumunii[3]